# Wim Wenders
Ernst Wilhelm " Wim " Wender (tiếng Đức: [vɪm vɛndɐs]; sinh ngày 14 tháng 8 năm 1945) là một nhà làm phim, nhà viết kịch, tác giả và nhiếp ảnh gia người Đức. Ông là một nhân vật chính trong Điện ảnh Đức mới. Trong số nhiều danh hiệu của ông, ông đã nhận được ba đề cử cho Giải thưởng Hàn lâm cho Phim tài liệu hay nhất: cho Câu lạc bộ xã hội Buena Vista (1999), về văn hóa âm nhạc Cuba; Pina (2011), về biên đạo múa đương đại Pina Bausch; và The Salt of the Earth (2014), nói về nhiếp ảnh gia người Brazil Sebastião Salgado.
Một trong những vinh dự sớm nhất của Wender là một Giải thưởng BAFTA cho đạo diễn xuất sắc nhất cho bộ phim kể chuyện Paris, Texas (1984) của ông, và phim này cũng đã giành giải Cành cọ vàng tại Liên hoan phim Cannes 1984. Nhiều bộ phim tiếp theo của ông cũng đã được công nhận tại Cannes, bao gồm Wings of Desire (1987), trong đó Wender đã giành giải Đạo diễn xuất sắc nhất tại Liên hoan phim Cannes 1987.
Wender là chủ tịch của Học viện Điện ảnh Châu Âu tại Berlin từ năm 1996. Bên cạnh việc làm phim, ông là một nhiếp ảnh gia năng động, nhấn mạnh những hình ảnh về phong cảnh hoang vắng. Ông được coi là một đạo diễn auteur.